# Kunzea strigosa
Kunzea strigosa är en myrtenväxtart som beskrevs av Toelken och G.F.Craig. Kunzea strigosa ingår i släktet Kunzea och familjen myrtenväxter. Inga underarter finns listade i Catalogue of Life.